# Lucas Bovaglio
Lucas Alfredo Bovaglio (19 de abril de 1979; Rafaela, Santa Fe, Argentina) es un exfutbolista y actual entrenador argentino que jugaba como defensor. Actualmente dirige a Palestino de la Primera División de Chile.

## Trayectoria

### Como jugador
Bovaglio inició su carrera como futbolista en Atlético Rafaela en la temporada 1998.Durante la campaña 2000-01, fue cedido a Los Andes. Un año más tarde, retornó al club santafesino donde formó parte del equipo que obtuvo el ascenso a la Primera División en 2003.En 2004, se marchó al Maracaibo venezolano donde permaneció durante dos temporadas.
Luego de un pequeño paso por Rafaela, fichó por el Deportivo Táchira en 2007 donde permaneció hasta la temporada 2008-09.Más tarde, inició su cuarta etapa en el club santafesino y formó parte del equipo que ascendió por segunda vez a la máxima categoría del fútbol argentino.De cara al Apertura 2011, se marchó a Estudiantes Tecos.Sin embargo, al no poder adaptarse, retornó a la Crema en enero de 2012.
En agosto de 2014, a sus 35 años de edad, firmó con Talleres de Córdoba.Después de obtener el ascenso a la Primera B Nacional, anunció que se retiraría del fútbol profesional al final de la temporada 2015.

### Como entrenador
En enero de 2016, Bovaglio inició su carrera como asistente técnico de Jorge Burruchaga en su corta etapa por Atlético Rafaela.Luego de un paso por la reserva de Talleres,fue anunciado como entrenador del equipo santafesino en julio de 2017.El 11 de abril de 2018, dejó su cargo después de una serie de malos resultados que dejaron al club sin chances de ascender directamente a la máxima categoría.
El 30 de mayo de 2019, fue confirmado como técnico de Villa Dálmine.El 3 de marzo de 2020, anunció su salida del cargo tras un arranque complicado en la segunda mitad del torneo.
En enero de 2021, asumió al frente de Deportivo Morón donde firmó un contrato por 12 meses.Luego de una buena temporada, donde el equipo clasificó al Reducido, comunicó que no renovaría su contrato que vencía el 31 de diciembre.
El 6 de diciembre de 2021, fue confirmado como entrenador de Instituto.En noviembre de 2022, obtuvo el ascenso a la máxima categoría después de derrotar a Estudiantes (BA) en la final del Torneo Reducido.Sin embargo, el 3 de junio de 2023, el club anunció su salida del cargo tras una serie de malos resultados.
En diciembre de 2023, fue oficializado como técnico de Guaraní hasta diciembre de 2025.No obstante, en marzo de 2024, fue destituido de su puesto luego de un mal comienzo en la temporada.
El 27 de junio de 2024, asumió al frente de Palestino.

## Clubes

### Como jugador
| Club              | País      | Año       |
| ----------------- | --------- | --------- |
| Atlético Rafaela  | Argentina | 1998-2000 |
| Los Andes         | Argentina | 2000-2001 |
| Atlético Rafaela  | Argentina | 2001-2004 |
| Maracaibo         | Venezuela | 2004-2006 |
| Atlético Rafaela  | Argentina | 2006      |
| Deportivo Táchira | Venezuela | 2007-2009 |
| Atlético Rafaela  | Argentina | 2009-2011 |
| Estudiantes Tecos | México    | 2011-2012 |
| Atlético Rafaela  | Argentina | 2012-2014 |
| Talleres          | Argentina | 2014-2015 |

### Como entrenador
| Equipo                     | Div.                | Temporada           | Liga | Liga | Liga | Liga |    | Copa | Copa | Copa | Copa |   | Internacional | Internacional | Internacional | Internacional |   | Otros | Otros | Otros | Otros |    | Totales     | Totales | Totales | Totales | Totales | Totales | Totales | Totales |
| Equipo                     | Div.                | Temporada           | PD   | G    | E    | P    | PD | G    | E    | P    | PD   | G | E             | P             | PD            | G             | E | P     | PD    | G     | E     | P  | Rendimiento | GF      | GC      | Dif.    |         |         |         |         |
| -------------------------- | ------------------- | ------------------- | ---- | ---- | ---- | ---- | -- | ---- | ---- | ---- | ---- | - | ------------- | ------------- | ------------- | ------------- | - | ----- | ----- | ----- | ----- | -- | ----------- | ------- | ------- | ------- | ------- | ------- | ------- | ------- |
| Talleres Reserva Argentina | TR                  | 2016-17             | 30   | 18   | 5    | 7    | -  | -    | -    | -    | -    | - | -             | -             | -             | -             | - | -     | 30    | 18    | 5     | 7  | 65.56%      | 55      | 32      | +23     |         |         |         |         |
| Talleres Reserva Argentina | Total               | Total               | 30   | 18   | 5    | 7    | -  | -    | -    | -    | -    | - | -             | -             | -             | -             | - | -     | 30    | 18    | 5     | 7  | 65.56%      | 55      | 32      | +23     |         |         |         |         |
| Atlético Rafaela Argentina | 2.ª                 | 2017-18             | 21   | 8    | 8    | 5    | 7  | 3    | 1    | 3    | -    | - | -             | -             | -             | -             | - | -     | 28    | 11    | 9     | 8  | 50%         | 39      | 27      | +12     |         |         |         |         |
| Atlético Rafaela Argentina | Total               | Total               | 21   | 8    | 8    | 5    | 7  | 3    | 1    | 3    | -    | - | -             | -             | -             | -             | - | -     | 28    | 11    | 9     | 8  | 50%         | 39      | 27      | +12     |         |         |         |         |
| Villa Dálmine Argentina    | 2.ª                 | 2019-20             | 13   | 5    | 3    | 5    | -  | -    | -    | -    | -    | - | -             | -             | -             | -             | - | -     | 13    | 5     | 3     | 5  | 46.15%      | 12      | 8       | +4      |         |         |         |         |
| Villa Dálmine Argentina    | Total               | Total               | 13   | 5    | 3    | 5    | -  | -    | -    | -    | -    | - | -             | -             | -             | -             | - | -     | 13    | 5     | 3     | 5  | 46.15%      | 12      | 8       | +4      |         |         |         |         |
| Deportivo Morón Argentina  | 2.ª                 | 2021                | 36   | 16   | 7    | 13   | -  | -    | -    | -    | -    | - | -             | -             | -             | -             | - | -     | 36    | 16    | 7     | 13 | 50.92%      | 39      | 37      | +2      |         |         |         |         |
| Deportivo Morón Argentina  | Total               | Total               | 36   | 16   | 7    | 13   | -  | -    | -    | -    | -    | - | -             | -             | -             | -             | - | -     | 36    | 16    | 7     | 13 | 50.92%      | 39      | 37      | +2      |         |         |         |         |
| Instituto Argentina        | 2.ª                 | 2022                | 40   | 20   | 14   | 6    | -  | -    | -    | -    | -    | - | -             | -             | -             | -             | - | -     | 40    | 20    | 14    | 6  | 61.67%      | 51      | 24      | +27     |         |         |         |         |
| Instituto Argentina        | 1.ª                 | 2023                | 19   | 5    | 6    | 8    | -  | -    | -    | -    | -    | - | -             | -             | -             | -             | - | -     | 19    | 5     | 6     | 8  | 36.85%      | 15      | 25      | -10     |         |         |         |         |
| Instituto Argentina        | Total               | Total               | 59   | 25   | 20   | 14   | -  | -    | -    | -    | -    | - | -             | -             | -             | -             | - | -     | 59    | 25    | 20    | 14 | 53.67%      | 66      | 49      | +17     |         |         |         |         |
| Guaraní Paraguay           | 1.ª                 | 2024-A              | 9    | 2    | 5    | 2    | -  | -    | -    | -    | 1    | 0 | 0             | 1             | -             | -             | - | -     | 10    | 2     | 5     | 3  | 36.67%      | 12      | 10      | +2      |         |         |         |         |
| Guaraní Paraguay           | Total               | Total               | 9    | 2    | 5    | 2    | -  | -    | -    | -    | 1    | 0 | 0             | 1             | -             | -             | - | -     | 10    | 2     | 5     | 3  | 36.67%      | 12      | 10      | +2      |         |         |         |         |
| Palestino · Chile          | 1.ª                 | 2024                | 15   | 6    | 3    | 6    | 4  | 2    | 1    | 1    | 4    | 1 | 2             | 1             | -             | -             | - | -     | 23    | 9     | 6     | 8  | 47.83%      | 37      | 38      | -1      |         |         |         |         |
| Palestino · Chile          | 1.ª                 | 2025                | 19   | 10   | 5    | 4    | 6  | 1    | 2    | 3    | 9    | 3 | 1             | 5             | -             | -             | - | -     | 34    | 14    | 8     | 12 | 49.02%      | 46      | 47      | -1      |         |         |         |         |
| Palestino · Chile          | Total               | Total               | 34   | 16   | 8    | 10   | 10 | 3    | 3    | 4    | 13   | 4 | 3             | 6             | -             | -             | - | -     | 57    | 23    | 14    | 20 | 48.54%      | 83      | 85      | -2      |         |         |         |         |
| Total en su carrera        | Total en su carrera | Total en su carrera | 202  | 90   | 56   | 56   | 17 | 6    | 4    | 7    | 14   | 4 | 3             | 7             | -             | -             | - | -     | 233   | 100   | 63    | 70 | 51.93%      | 306     | 248     | +58     |         |         |         |         |
| 1. 2.                      |                     |                     |      |      |      |      |    |      |      |      |      |   |               |               |               |               |   |       |       |       |       |    |             |         |         |         |         |         |         |         |

#### Resumen estadístico
| Competición                      | Partidos | Ganados | Empatados | Perdidos | %      |
| -------------------------------- | -------- | ------- | --------- | -------- | ------ |
| División de Reserva de Argentina | 30       | 18      | 5         | 7        | 65.56% |
| Primera B Nacional               | 110      | 49      | 32        | 29       | 54.25% |
| Primera División de Argentina    | 19       | 5       | 6         | 8        | 36.85% |
| Copa Argentina                   | 1        | 0       | 0         | 1        | 0%     |
| Copa Santa Fe                    | 6        | 3       | 1         | 2        | 55.56% |
| Primera División de Paraguay     | 9        | 2       | 5         | 2        | 40.74% |
| Primera División de Chile        | 34       | 16      | 8         | 10       | 54.9%  |
| Copa Chile                       | 10       | 3       | 3         | 4        | 40%    |
| Copa Sudamericana                | 14       | 4       | 3         | 7        | 35.71% |
| TOTAL                            | 233      | 100     | 63        | 70       | 51.93% |

## Palmarés

### Campeonatos nacionales
| Título             | Club                | País      | Año  |
| ------------------ | ------------------- | --------- | ---- |
| Primera B Nacional | Atlético de Rafaela | Argentina | 2003 |
| Primera División   | Deportivo Táchira   | Venezuela | 2008 |
| Primera B Nacional | Atlético de Rafaela | Argentina | 2011 |
| Torneo Federal A   | Talleres            | Argentina | 2015 |

| Título / Logro             | Club      | País      | Año     |
| -------------------------- | --------- | --------- | ------- |
| Torneo de Reserva          | Talleres  | Argentina | 2016/17 |
| Ascenso a Primera División | Instituto | Argentina | 2022    |